# 내 마음의 꽃비
《내 마음의 꽃비》는 2016년 2월 29일부터 2016년 9월 6일까지 방영된 한국방송공사 TV소설이다.

## 기획 의도
전쟁의 참화 속 다른 사람의 삶을 통째로 빼앗은 여자와 그로 인해 완전히 다른 삶을 살아가게 된 자식 세대의 꿈과 사랑, 그리고 용서와 화해에 관한 이야기

## 등장인물

### 주요 인물
- 나해령: 정꽃님 / 민꽃님 / 민선아 역
- 이창욱: 이강욱 역(아역: 박상훈)
- 정이연: 민혜주 / 이혜주 역
- 지은성: 박선호 역

### 꽃님이네
- 홍성덕: 정기택 역 - 꽃님의 양아버지
- 백현주: 오춘심 역 - 꽃님의 양어머니
- 이범규: 정도철 역 - 꽃님의 오빠
- 김도연: 정기순 역 - 꽃님의 고모

### 선호네
- 김명수: 박민규 역 - 선호의 아버지.
- 최완정: 이영임 역 - 선호의 어머니.

### 혜주네
- 임지은: 천일란(가짜 서연희) 역 - 혜주의 어머니, 미성제과 상무.
- 이주실: 김계옥 역 - 꽃님의 친할머니, 미성제과 사장.
- 민복기: 민덕수 역 - 계옥의 조카, 승재의 사촌형, 미성제과 공장장.
- 조예린: 민영지 역 - 덕수의 딸

### 그 외 인물
- 임채원: 서연희(줄리아) 역 - 꽃님의 생모.
- 정희태: 이수창 역 - 강욱의 아버지. 혜주의 생부.
- 박형준: 민승재(제임스) 역 - 꽃님의 생부.
- 안연홍: 써니 홍 역
- 장지건: 망치 역 - 강욱의 수하.
- 고도영: 방설기 역
- 최나무: 가짜 민선아 역
- 류성훈
- 박대규
- 정수인: 경실 역
- 이설구
- 손선근
- 지성근
- 구중림
- 정병철
- 박귀순
- 유재익
- 홍석연
- 하수호
- 박성균
- 홍승범
- 민상우: 하영만 역
- 김광현: 미국 대사관 수행원 역
- 전헌태
- 김봉란
- 김지성
- 심소영
- 김건우: 의사 역
- 안지선: 가사 도우미 역
- 이미숙: 박민자 간호사 역
- 유상재: 승재 비서 역
- 윤종원: 건달 역
- 남리안 : 미성제과 직원

### 특별출연
- 박현숙: 이수창의 누나 역

## 결방 사유 및 연장
- 2016년 6월 27일: 2016 코파 아메리카 센테나리오 결승전 아르헨티나 VS 칠레 중계방송으로 인한 결방.
- 2016년 8월 5일: 2016년 하계 올림픽 축구 대한민국 VS 피지 중계방송으로 인한 결방.
- 2016년 8월 9일, 8월 11일, 8월 15일, 8월 16일, 8월 18일, 8월 19일: 2016년 하계 올림픽 중계방송으로 인한 결방.
- 2016년 8월 22일: 2016년 하계 올림픽 폐회식 중계방송으로 인한 결방.
- 내 마음의 꽃비 방영 분량이 120부작에서 8회 연장되어 128부작으로 변경 및 확정되었다.

## 참고 사항
- 박민규 역의 김명수, 담당 PD 어수선씨는 1994년 KBS 1TV 토요 단막극 인간극장 6화 '마이더스의 손'에서 연기자(김명수)-조연출자(어수선)로 호흡을 맞췄는데 이 드라마의 담당 PD 이덕건씨는 <내 마음의 꽃비>(베스티 멤버 나해령)[1]에서 그랬던 것처럼 본인의 연출작인 사랑은 노래를 타고, 별난 며느리에서 아이돌 가수(씨스타 멤버 다솜)[2]를 캐스팅한 바 있었다.